# Кошлауши (Красночетайский район)
Кошла́уши (чув. Кушлавăш) — деревня в Красночетайском районе Чувашской Республики. Входит в состав Староатайского сельского поселения.

## География
Находится в северо-западной части Чувашии на расстоянии приблизительно 19 км на восток от районного центра села Красные Четаи.

## История
Известна с 1860 года, когда здесь было 24 двора и 144 жителя. В 1897 году было учтено 36 дворов и 193 жителя, в 1927 — 53 двора, 261 житель, в 1939—247 жителей, в 1979—161. В 2002 году было 43 двора, в 2010 — 30 домохозяйств. В 1930 году был образован колхоз «Будь готов», в 2010 действовал колхоз «Свобода».

## Население
Постоянное население составляло 80 человек (чуваши 100 %) в 2002 году, 67 в 2010.